# Кляйн-Віттензее
Кляйн-Віттензее (нім. Klein Wittensee) — громада в Німеччині, розташована в землі Шлезвіг-Гольштейн. Входить до складу району Рендсбург-Екернферде. Складова частина об'єднання громад Гюттенер-Берге.
Площа — 4,31 км2. Населення становить 227 ос. (станом на 31 грудня 2020).